# دانشگاه آزاد اسلامی واحد سرآب
دانشگاه آزاد اسلامی واحد سرآب یکی از واحدهای منطقه ۱۳ دانشگاه آزاد اسلامی می‌باشد که در سال ۱۳۶۴ تأسیس گردیده و دارای رتبه بزرگ می‌باشد.

## تاریخچه ریاست در دانشگاه
از ۲۸ بهمن ۱۳۶۳ با ریاست محمود انواری (ادبیات فارسی) واحد سرآب شروع به فعالیت نمود. از فروردین ۱۳۶۸ علی ملکوتی (علوم حوزوی) ریاست واحد سرآب را عهده‌دار شدند و با همت ایشان ساختمان اصلی دانشگاه در دوم مهر ۱۳۷۶ افتتاح گردید. در اسفند ۱۳۷۹ یوسف داوودی (دامپزشکی) رئیس واحد سرآب شدند و ایشان رشته‌های تحصیلی کاردانی و کارشناسی را به ۲۳ رشته افزود و دو رشته کارشناسی ارشد به تصویب رساند و در سال ۱۳۸۳ آموزشکده سما را راه اندازی نمود و نیز مراحل خرید زمین سایت مرکزی شروع نمودند. 
در فروردین ۱۳۸۵ داود امینی (زبان انگلیسی) رئیس واحد سرآب شد. ودر همان سال ۱۳۸۵ پس از مدت کوتاهی  رسول تقوی (ادبیات عرب) به ریاست واحد سرآب انتخاب شد. وی خوابگاه خواهران را تکمیل و حصارکشی سایت مرکزی واحد را انجام نمود. از بهمن ۱۳۸۸ غلامرضا کاظمی‌زاده (مدیریت) رئیس واحد سرآب شد و ساخت ساختمان آموزشی و آمفی تئاتر و سالن ورزشی را آغاز نمود که ساختمان آموزشی تکمیل و بقیه نیمه تمام ماند. همچنین در زمان ایشان درجه واحد از متوسط به بزرگ ارتقا یافت. از آذر ماه ۱۳۹۱ علی سلیمی شاملو (ریاضی) رئیس واحد سرآب شد. او با ایجاد رشته‌های تحصیلات تکمیلی و ایجاد دانشکده پزشکی تا حدودی توانست مشکلات مالی واحد را بهبود ببخشد. در زمان وی کارشناسی ارشد برق-حسابداری-زبان انگلیسی-صنایع غذایی-علوم دامی-طراحی شهری-عمران-شیمی تصویب شد. همچنین با تلاش وی و نماینده سرآب و معاون وقت وزارت بهداشت و درمان و آموزشی پزشکی، دانشکده پزشکی سرآب در چهار رشته پرستاری-تغذیه-اتاق عمل-هوشبری افتتاح شد.
در ۲۷ اسفند ماه ۱۳۹۲ با استعفای علی سلیمی، داود امینی مجدداً به ریاست واحد سرآب انتخاب شد. با تلاش وی هفت رشته کارشناسی ارشد و یک رشته دکترای ادبیات فارسی به تصویب رسید. وی همچنین تلاش زیادی برای افزایش درآمد واحد از روش‌های غیر شهریه انجام داد. از مهرماه ۱۳۹۴ سیاوش محمدزاده (دامپزشکی) به ریاست واحد سرآب انتخاب شد. وی با راه‌اندازی پرورش ماهی سعی در افزایش درآمد غیر شهریه‌ای داشت و همچنین در ایجاد و راه‌اندازی مغازه‌های تجاری تلاش نمود.

## کتابخانه‌ها و آزمایشگاه‌ها
دانشگاه آزاد سرآب دارای یک کتابخانه واقع در مجتمع یک می‌باشد که کتابخانه مرکزی دانشگاه آزاد اسلامی واحد سرآب می‌باشد که دارای ۲۳۸۱۰ جلد کتاب فارسی و ۴۱۷۱ کتاب انگلیسی می‌باشد. همچنین دارای ۲ تعداد سایت کامپیوتری و ۵ کارگاه و ۲۱ آزمایشگاه و ۵ آتلیه می‌باشد.

## آمار هیات علمی و کارکنان اداری
تعداد اعضای هیئت علمی این واحد ۱۲۶ نفراست که از این تعداد ۵۲ نفر تمام وقت، ۱ نفرنیمه وقت و ۷۳ نفر به صورت استاد مدعو با واحد همکاری دارند.
در حال حاضر ۴ نفر از مزایای بورس تحصیلی در مقاطع دکترای تخصصی و کارشناسی ارشد استفاده می‌کنند.
تعداد کارکنان اداری واحد سرآب ۷۰ نفر می‌باشد.